# Baculentulus samchonri
Baculentulus samchonri är en urinsektsart som först beskrevs av Imadaté och Andrzej Szeptycki 1976.  Baculentulus samchonri ingår i släktet Baculentulus och familjen lönntrevfotingar. Inga underarter finns listade.